# Eine Begegnung im Felde mit einem Moskauer Bekannten

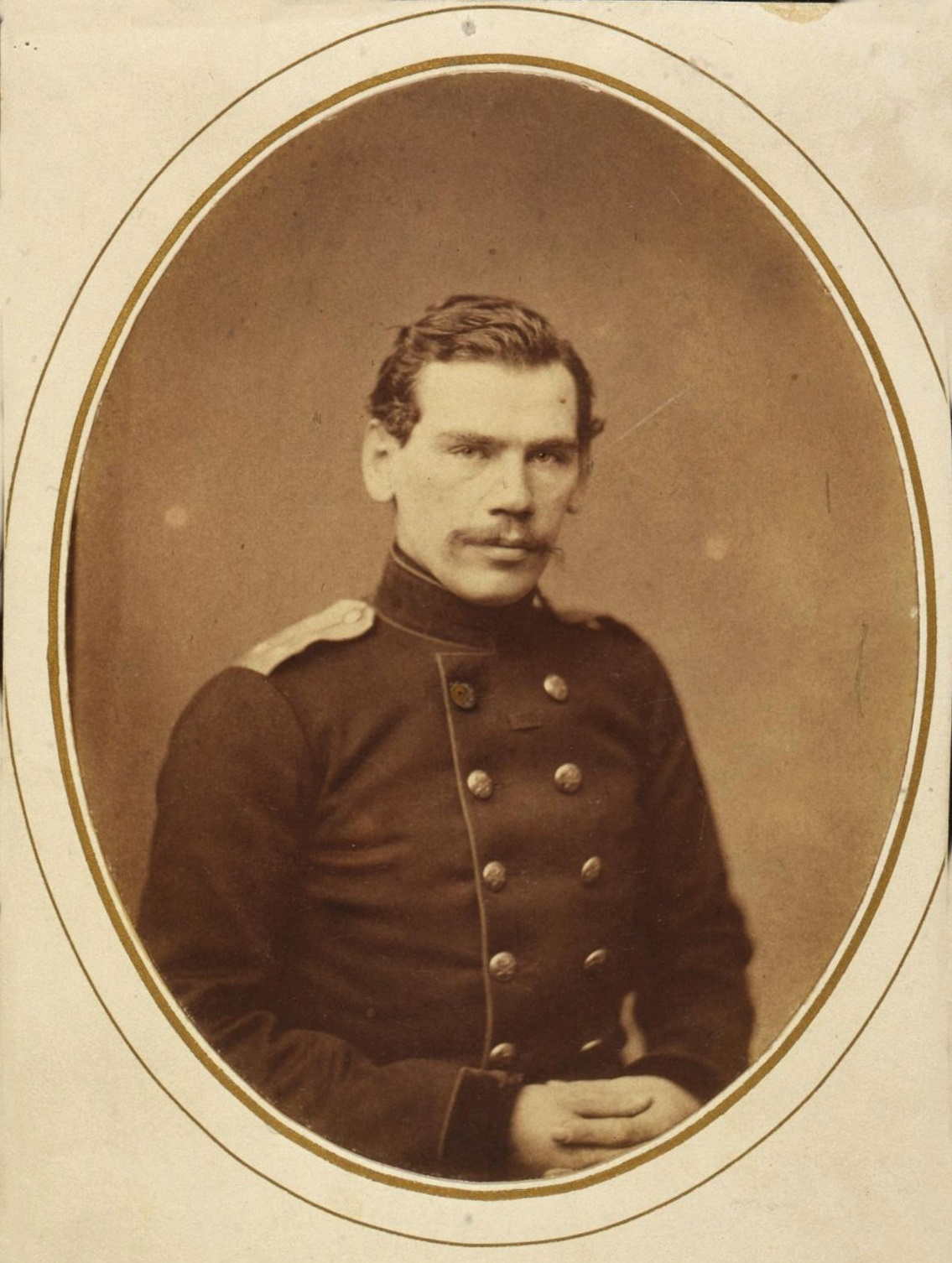
Lew Tolstoi im Jahr 1856.
Fotograf: Sergei Lewizki

Eine Begegnung im Felde mit einem Moskauer Bekannten, auch Der Degradierte sowie Bekannte aus Moskau beim Detachement (russisch Разжалованный, Rasschalowanny, Degradiert), ist eine Erzählung von Lew Tolstoi, die – 1853 begonnen – am 15. November 1856 abgeschlossen wurde und im Dezemberheft 1856 der Sankt Petersburger Biblioteka dlja tschtenija erschien. Während seines Militärdienstes im Kaukasus begegnete Tolstoi mehreren zu einfachen Soldaten degradierten Offizieren – zum Beispiel den beiden Petraschewzen Nikolai Sergejewitsch Kaschkin und Alexander Iwanowitsch Europäus, die dort in Linienbataillonen ihre Strafe verbüßten. Anno 1901 habe der Autor in einem Gespräch mit Alexander Goldenweiser seine damalige Stoffwahl bedauert: Der Protagonist – in der Geschichte Guskow genannt, in der Realität ein Bruder des Petersburger Universitätsprofessors Michail Matwejewitsch Stasjulewitsch, Redakteur des Westnik Jewropy – habe sich im Kriege unter Feindbeschuss erbärmlich aufgeführt. So wird Wassili Petrowitsch Botkins Brief vom 3. Januar 1857 an Turgenew verständlich, in dem er vermerkt, Tolstois neue Erzählung habe beim Lesepublikum keinen Gefallen gefunden.

## Inhalt
Das Detachement, in das der Ich-Erzähler – ein gewisser Fürst Nechljudow – abkommandiert ist, hat auf Befehl am reißenden kaukasischen Bergflüsschen Metschik einen Durchhau in den Wald geschlagen und übernachtet vor seinem Rückmarsch zum Regiment am Arbeitsplatz. Der Stabskapitän Scha. redet einen etwa 30-Jährigen mit Guscantini an und meint den nachlässig gekleideten Soldaten Guskow. Dem Erzähler kommt der Soldat bekannt vor. Guskow hilft ihm auf die Sprünge. Anno 1848 in Moskau bei Guskows Schwester Frau Uwaschina habe man sich kennengelernt. Der Erzähler entsinnt sich. Er hatte seinen Freund Uwaschin, mit dem er zusammen aufgewachsen war, des Öfteren besucht. Damals in Moskau war der meist Französisch sprechende Guskow, adeliger Sohn eines gestrengen Petersburger Reichen, jugendlich-geistreich und elegant in Erscheinung getreten. Guskow hatte von seinem Vater jährlich zehntausend Rubel bekommen und ihm war für 1849 in der Turiner Gesandtschaft ein Posten versprochen worden. Aber es war eine „dumme Geschichte“ mit einem Petersburger namens Metenin dazwischengekommen. Nach einem Vierteljahr Arrest war Guskow in den Kaukasus verschickt worden und dient bereits drei Jahre als Soldat. Der Vater hatte ihn enterbt und sich von ihm losgesagt. Guskow, der mit den Offizieren in seinem neuen kaukasischen Regiment nicht zurechtgekommen war, hatte mit Hilfe eines einflussreichen Onkels die Versetzung in das Regiment bewirkt, in dem der Fürst Dienst tut. Die Offiziere sind aber im Kaukasus anscheinend überall die Gleichen. Der Erzähler, dem diese Offiziere viel lieber sind als Guskows ehemalige widerwärtige Gesellschaft in Russland, fühlt sich bei den Erzählungen des Jammerlappens Guskow unbehaglich und möchte ihn aufmuntern: Guskow könne sich doch über den Unteroffizier zum Fähnrich hochdienen. Das habe Guskow ja anfangs gewollt, doch er sei nicht zum Helden geboren. Zwar wünsche er sich den Tod, doch er stehe bei jedem Gefecht Todesangst aus. Mit dem verlorengegangenen Adel seien ihm zudem Energie sowie Stolz abhandengekommen und er sei als zerlumpter Bettler in den Schmutz gesunken.
Als der Taugenichts den Fürsten, der beim Kartenspiel verloren hat, um Geld bittet, stört dieser den Hauptmann bei der Nachtruhe und borgt sich für Guskow zehn Rubel. Als eine gegnerische Kanonenkugel über die Köpfe der Russen zischt, kann Guskow nicht mehr plappern, sondern nur noch schlotternd stammeln. Auf einmal ist der Feigling verschwunden.
Als der Erzähler später an der Baracke der Junker und Feldwebel vorbeikommt, hört er drinnen Guskow vergnügt und lebhaft prahlen, er sei mit seinem alten Freund, dem Fürsten, verwandt. Der Aufschneider gibt eine Runde; zehn Rubel reichen für zwei Flaschen Kachetiner.

## Deutschsprachige Ausgaben
- Der Degradierte. Deutsch von Hermann Röhl. S. 121–152 in: Gisela Drohla (Hrsg.): Leo N. Tolstoj. Sämtliche Erzählungen. Zweiter Band. Insel, Frankfurt am Main 1961 (2. Aufl. der Ausgabe in acht Bänden 1982)
- Der Degradierte in Tolstoj, Lev Nikolaevič: Die Erzählungen. Bd. 1., Frühe Erzählungen. 1853–1872. Artemis und Winkler, Düsseldorf und Zürich 2001, ISBN 978-3-538-06905-3